# 加尔唐普河畔圣旺
加尔唐普河畔圣旺（法語：Saint-Ouen-sur-Gartempe，法語發音：[sɛ̃.t‿wɛ̃ syʁ ɡaʁtɑ̃p]）是法国新阿基坦大区上维埃纳省的一个市镇，属于贝拉克区。

## 地理
加尔唐普河畔圣旺（46°9'48"N, 1°4'4"E）面积22.12 平方千米，位于法国新阿基坦大区上维埃纳省，该省份为法国中西部省份，北起顺时针与安德尔省、克勒兹省、科雷兹省、多爾多涅省、夏朗德省和维埃纳省接壤。
与加尔唐普河畔圣旺接壤的市镇（或旧市镇、城区）包括：佩拉德贝拉克、布朗扎克、加尔唐普河畔拉克鲁瓦、勒多拉、德鲁、马尼亚克拉瓦勒、圣索尔南拉马尔什。

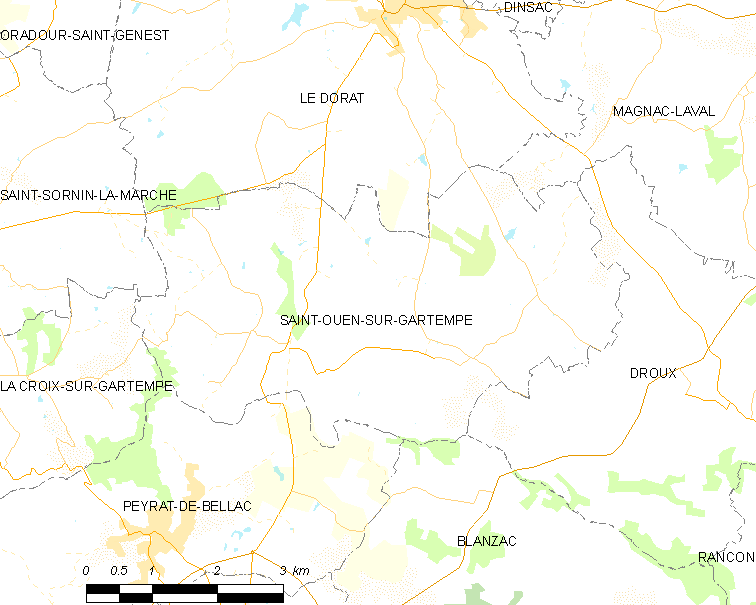
加尔唐普河畔圣旺的OSM定位图

加尔唐普河畔圣旺的时区为UTC+01:00、UTC+02:00（夏令时）。

## 行政
加尔唐普河畔圣旺的邮政编码为87300，INSEE市镇编码为87172。

## 政治
加尔唐普河畔圣旺所属的省级选区为沙托蓬萨克县。

## 人口

1962-2008年间加尔唐普河畔圣旺人口变化图示

加尔唐普河畔圣旺于2022年1月1日时的人口数量为214人。